# Bloedbad van Penzberg

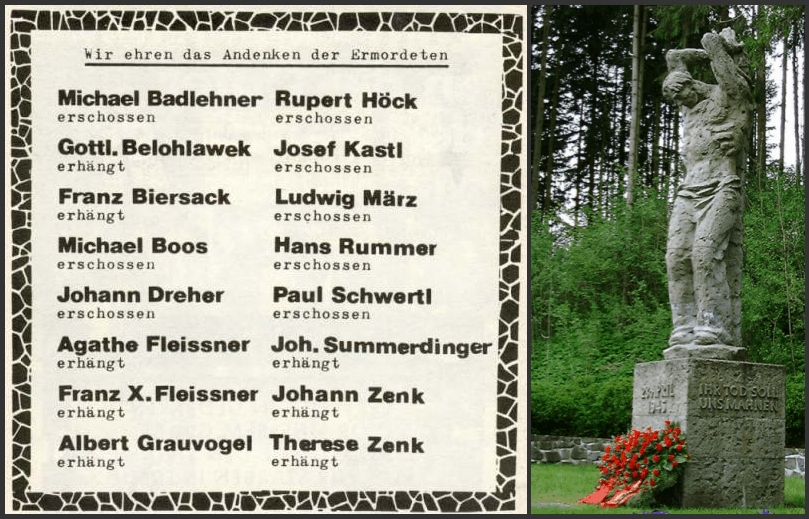
Herdenkingskaart van de moordnacht van Penzberg.

Het Bloedbad van Penzberg vond plaats op 28 april 1945 in Penzberg (circa 50 km zuidelijk van München), tijdens de eindfase van de Tweede Wereldoorlog. Het bloedbad werd uitgevoerd door de zogenaamde "Weerwolven Opper-Beieren". Deelnemers aan dit bloedbad waren Oberstleutnant Berthold Ohm, Hans Bauernfeind, Hans Zöberlein, Martin Rebhahn, Ferdinand Zila en Felix Achtelik.

## Verloop[1]
In de ochtend van 28 april 1945 werd er door de Freiheitsaktion Bayern via de radio een melding uitgezonden. Bayern verklaarde de oorlog als beëindigd. De burgemeester die in 1933 door de nationaalsocialisten afgezet was, werd gevraagd zijn voormalige functie weer in te nemen. In Penzberg verhinderde deze SPD-burgemeester Hans Rummer (1880–1945) het opblazen van een mijn als onderdeel van de tactiek van de verschroeide aarde, zorgde hij voor de bevrijding van de dwangarbeiders en gevangenen (Russische en Franse) uit het naburige kamp en bewerkstelligde de afzetting van de nationaalsocialistische burgemeester. Terwijl men probeerde het tijdens de nationaalsocialistische "overname van de macht" afgezette democratische stadsbestuur weer opnieuw te constitueren, bezette het Werferregiment 22 het stadhuis. Na de goedkeuring van de Münchner Gouwleider Paul Giesler, liet de commandant van het regiment burgemeester Rummer en zeven medestrijders omstreeks 18.00 uur doodschieten.
Een eenheid van de zogenaamde "Weerwolven Oberbayern", aangevoerd door de bekende oorlogsverslaggever en SA-Brigadeführer Hans Zöberlein, vermoordde in de daaropvolgende "strafaktion" als "vliegende krijgsraad" nog eens acht mensen die als verzetsstrijders golden, waaronder een zwangere vrouw.

## Slachtoffers
In totaal stierven er tijdens het bloedbad van Penzberg 16 mensen en 1 ongeboren kind:
- Michael Badlehner (doodgeschoten)
- Gottlieb Belohlawek (opgehangen)
- Franz Biersack (opgehangen)
- Michael Boos (doodgeschoten)
- Johann Dreher (doodgeschoten)
- Agathe Fleissner (opgehangen)
- Franz Xaver Fleissner (opgehangen)
- Albert Grauvogel (opgehangen)
- Rupert Höck (doodgeschoten)
- Josef Kastl (doodgeschoten)
- Ludwig März (doodgeschoten)
- Hans Rummer (doodgeschoten)
- Paul Schwertl (doodgeschoten)
- Johann Summerdinger (opgehangen)
- Johann Zenk (opgehangen)
- Therese Zenk (opgehangen)

Sebastian Tauschinger zou ook opgehangen worden, maar het touw brak en hij kon ontkomen. Franz Schwab werd beschoten maar wist ook te vluchten.

## Proces
Het proces tegen de moordenaars van Penzberg begon op 14 juli 1948. Het werd gehouden in het kameraadschapshuis in Penzberg en duurde twee weken. Aangeklaagd en veroordeeld werden:
- Oberstleutnant Berthold Ohm, commandant van het Werferregiments 22, tot 15 jaar tuchthuis;
- Hans Bauernfeind, chef van de "vliegende krijgsraad" van de Weerwolven-eenheid, tot de doodstraf;
- Hans Zöberlein, chef van de Weerwolven-eenheid, tot de doodstraf;
- Martin Rebhahn, lid van de Weerwolven, tot levenslange gevangenisstraf;
- Ferdinand Zila, lid van de Weerwolven, tot 3,5 jaar tuchthuis;
- Felix Achtelik, lid van de Weerwolven, tot levenslange gevangenisstraf.

Vrijgesproken werden:
- Hauptmann Kurt Bentrott, Abteilungskommandeur in Werferregiment 22 en
- Fritz Rethage, daar Batteriechef.

In de overgang naar de nieuwe rechtswetgeving van de Bondsrepubliek Duitsland werden de doodstraffen omgezet in levenslange gevangenisstraffen. In vijf andere processen tussen 1950 en 1956 werden de gezamenlijk straffen verminderd. Bauernfeind werd vrijgesproken. Ohm zijn straf werd ook verminderd. In 1956 werd hij definitief vrijgesproken. Zöberlein werd in 1958 om gezondheidsredenen vrijgelaten. De burgemeester Josef Vonwerden, aangesteld in 1944, werd in 1951 tot drie jaar gevangenisstraf veroordeeld.

## Herdenking
In Penzberg is een gedenkteken voor de slachtoffers en de executieplek aan het plein An der Freiheit. Dit bevindt zich in directe omgeving van de Straße des 28. April 1945. Op de gemeentelijke begraafplaats bevinden zich de eregraven. Hierover is een permanente tentoonstelling in het museum van Penzberg. Ieder jaar op 28 april vindt een herdenking plaats, om de vijf jaar wordt er een grotere herdenking georganiseerd.